# NBA 1969/70
Die NBA-Saison 1969/70 war die 24. Saison der National Basketball Association (NBA). Sie begann am Dienstag, den 14. Oktober 1969, mit dem Spiel der Seattle Supersonics bei den New York Knickerbockers und endete regulär nach 574 Spielen am Sonntag, den 22. März 1970. Die Postseason begann am Mittwoch, den 25. März, und endete am Freitag, den 8. Mai, mit 4—3 Finalsiegen der New York Knicks über die Los Angeles Lakers.

## Saisonnotizen
- Wichtigste Neuerung dieser Saison: Die Liga bekam ein neues Logo. Der Künstler gab freimütig zu, für das ikonische blau-weiß-rote Logo die Silhouette von Jerry West abgeändert zu haben.
- Gegen die Teams der eigenen Division wurde sieben- oder sechsmal gespielt, gegen die Teams der anderen sechsmal. Das galt diesmal auch für die Milwaukee Bucks, die Seattle SuperSonics und die Phoenix Suns. Warum die Chicago Bulls bei Punktgleichstand mit den Phoenix Suns höher als diese geseedet waren, blieb unklar. Möglicherweise aus geographischen Gründen für die Playoffpaarungen.[1]
- In New York setzte sich langsam die Kurzform Knicks gegenüber den Knickerbockers durch. Ein defensiv wie offensiv eingespieltes Team ohne jegliche Rampensau setzte sich nach langen Jahren als Fußabtreter an die Spitze der Liga und errang sogar den Franchiserekord von 18 Siegen in Folge.[2]
- Erster Draft-Pick in der NBA-Draft 1969 wurde UCLA Bruin Kareem Abdul-Jabbar von der University of California, Los Angeles für die Milwaukee Bucks.[3]
- Das 20. All-Star-Game fand am Dienstag, den 20. Januar 1970, vor 15.244 Zuschauern in Philadelphias The Spectrum statt. Red Holzmans Eastern All-Stars besiegten Richie Guerins Western All-Stars mit 142—135. All-Star Game MVP wurde Willis Reed von den New York Knicks. Jerry West wurden allein 57 Freiwürfe zugesprochen.[4]
- Am 12. März gab es die meisten Körbe eines Spiels ohne Verlängerung: Sowohl Cincinnati Royals als auch San Diego Rockets warfen jeweils 67 Körbe. Den Atlanta Hawks gelangen am 11. Februar mit 97 die meisten Punkte einer zweiten Halbzeit.

## Abschlusstabellen
Pl. = Rang,  = Für die Playoffs qualifiziert, Sp = Anzahl der Spiele, S—N = Siege—Niederlagen, % = Siegquote (Siege geteilt durch Anzahl der bestrittenen Spiele), GB = Rückstand auf den Führenden der Division in der Summe von Sieg- und Niederlagendifferenz geteilt durch zwei, Heim = Heimbilanz, Ausw. = Auswärtsbilanz, Neutr. = Bilanz auf neutralem Boden, Div. = Bilanz gegen die Divisionsgegner

### Eastern Division
| Pl. | Mannschaft              | Sp | S—N   | %    | GB | Heim  | Ausw. | Neutr. | Div.  |
| --- | ----------------------- | -- | ----- | ---- | -- | ----- | ----- | ------ | ----- |
| 1.  | New York Knickerbockers | 82 | 60—22 | .732 | —  | 30—11 | 27—10 | 03—10  | 28—12 |
| 2.  | Milwaukee Bucks         | 82 | 56—26 | .683 | 4  | 27—11 | 24—14 | 05—10  | 27—13 |
| 3.  | Baltimore Bullets       | 82 | 50—32 | .610 | 10 | 25—12 | 19—18 | 06—20  | 21—19 |
| 4.  | Philadelphia 76ers      | 82 | 42—40 | .512 | 18 | 22—16 | 16—22 | 04—20  | 20—20 |
| 5.  | Cincinnati Royals       | 82 | 36—46 | .439 | 24 | 19—13 | 14—25 | 03—80  | 18—22 |
| 6.  | Boston Celtics          | 82 | 34—48 | .415 | 26 | 16—21 | 13—27 | 05—00  | 16—24 |
| 7.  | Detroit Pistons         | 82 | 31—51 | .378 | 29 | 18—20 | 10—25 | 03—60  | 10—30 |

### Western Division
| Pl. | Mannschaft               | Sp | S—N   | %    | GB | Heim  | Ausw. | Neutr. | Div.  |
| --- | ------------------------ | -- | ----- | ---- | -- | ----- | ----- | ------ | ----- |
| 1.  | Atlanta Hawks            | 82 | 48—34 | .585 | —  | 25—13 | 18—16 | 05—50  | 24—16 |
| 2.  | Los Angeles Lakers       | 82 | 46—36 | .561 | 2  | 27—14 | 17—21 | 02—10  | 24—16 |
| 3.  | Chicago Bulls            | 82 | 39—43 | .476 | 9  | 23—10 | 09—25 | 07—80  | 22—18 |
| 4.  | Phoenix Suns             | 82 | 39—43 | .476 | 9  | 22—15 | 12—25 | 05—30  | 24—16 |
| 5.  | Seattle Supersonics      | 82 | 36—46 | .439 | 12 | 22—14 | 10—26 | 04—60  | 14—26 |
| 6.  | 0San Francisco Warriors0 | 82 | 30—52 | .366 | 18 | 16—20 | 14—26 | 04—60  | 15—25 |
| 7.  | San Diego Rockets        | 82 | 27—55 | .329 | 21 | 21—17 | 04—33 | 02—50  | 17—23 |

## Ehrungen
- Most Valuable Player 1969/70: Willis Reed, New York Knickerbockers
- Rookie of the Year 1969/70: Kareem Abdul-Jabbar, Milwaukee Bucks
- Coach of the Year 1969/70: Red Holzman, New York Knickerbockers
- All-Star Game MVP 1970: Willis Reed, New York Knickerbockers
- NBA-Finals MVP 1970: Willis Reed, New York Knickerbockers

| - All-NBA First Team: - Billy Cunningham, Philadelphia 76ers - Connie Hawkins, Phoenix Suns - Willis Reed, New York Knickerbockers - Jerry West, Los Angeles Lakers - Walt Frazier, New York Knickerbockers              | - All-NBA Second Team: - John Havlicek, Boston Celtics - Gus Johnson, Baltimore Bullets - Kareem Abdul-Jabbar, Milwaukee Bucks - Lou Hudson, Atlanta Hawks - Oscar Robertson, Cincinnati Royals |
| - All-Rookie Team: - Kareem Abdul-Jabbar, Milwaukee Bucks - Bob Dandridge, Milwaukee Bucks - Jo Jo White, Boston Celtics - Mike Davis, Baltimore Bullets - Dick Garrett, Los Angeles Lakers                              | |
| - All-Defensive First Team: - Dave DeBusschere, New York Knickerbockers - Gus Johnson, Baltimore Bullets - Willis Reed, New York Knickerbockers - Walt Frazier, New York Knickerbockers - Jerry West, Los Angeles Lakers | - All-Defensive Second Team: - Kareem Abdul-Jabbar, Milwaukee Bucks - John Havlicek, Boston Celtics - Bill Bridges, Atlanta Hawks - Joe Caldwell, Atlanta Hawks - Jerry Sloan, Chicago Bulls    |

## Führende Spieler in Einzelwertungen
| Kategorie        | Spieler        | Mannschaft          | Wert     |
| ---------------- | -------------- | ------------------- | -------- |
| Punkte/Spiel ∆   | Jerry West     | Los Angeles Lakers  | 31,2 PpS |
| Wurfquote †      | Johnny Green   | Philadelphia 76ers  | 55,9 %   |
| Freiwurfquote ‡  | Flynn Robinson | Milwaukee Bucks     | 89,8 %   |
| Assists/Spiel ∆  | Lenny Wilkens  | Seattle SuperSonics | 9,1 ApS  |
| Rebounds/Spiel ∆ | Elvin Hayes    | San Diego Rockets   | 16,9 RpS |

∆ 70 Spiele erforderlich.

† 700 Körbe in 70 Spielen erforderlich. Green nahm 860 Schüsse und traf 481 mal.

‡ 350 Freiwürfe in 70 Spielen erforderlich. Robinson traf 439 von 489.

- Mit 335 beging Jim Davis von den Atlanta Hawks die meisten Fouls. Norm van Lier von den Cincinnati Royals war mit 18 mal am häufigsten fouled out.
- Seit dieser Saison 1969/70 werden den Statistiken in den Kategorien „Punkte“, „Assists“ und „Rebounds“ nicht länger die insgesamt erzielten Leistungen zu Grunde gelegt, sondern die Quote pro Spiel.[5]
- Elvin Hayes von den San Diego Rockets stand in 82 Einsätzen 44,7 Minuten pro Spiel auf dem Parkett. Auch mit insgesamt 3665 Minuten hatte er die längste Einsatzzeit.
- Den besten Punkteschnitt der Saison hatte Jerry West mit 31,1 Punkten pro Spiel bei 2309 Punkten in 74 Einsätzen. Seine Wurfquote betrug 49,7 %. Kareem Abdul-Jabbar erzielte in 82 Spielen 2361 Punkte.
- Johnny Green machte insgesamt 1216 Punkte.
- Flynn Robinson verwandelte mit der besten Freiwurfquote die insgesamt dreizehntmeisten Freiwürfe. Mit 647 bei einer Quote von 82,4 % warf Jerry West die meisten Freiwürfe.
- Lenny Wilkens gewährte 9,1 Assists pro Spiel, 683 insgesamt, die meisten der Liga.
- Elvin Hayes hatte auch die meisten Rebounds der Saison mit 1386. Wes Unseld lag mit 1370 (16,7 RpS) nur knapp hinter ihm.

## Playoffs-Baum
| Division-Halbfinals | Division-Halbfinals | Division-Halbfinals |    |                     | Division-Finals | Division-Finals | Division-Finals |  |  | NBA-Finals | NBA-Finals | NBA-Finals |
|                     |                     |                     |    |                     |                 |                 |                 |  |  |            |            |            |
| W1                  | Atlanta Hawks       | 4                   |    |                     |                 |                 |                 |  |  |            |            |            |
| W3                  | Chicago Bulls       | 1                   |    |                     |                 |                 |                 |  |  |            |            |            |
| W3                  | Chicago Bulls       | 1                   | W1 | Atlanta Hawks       | 0               |                 |                 |  |  |            |            |            |
| Western Division    |                     |                     | W1 | Atlanta Hawks       | 0               |                 |                 |  |  |            |            |            |
|                     | W2                  | Los Angeles Lakers  | 4  |                     |                 |                 |                 |  |  |            |            |            |
| W2                  | W2                  | Los Angeles Lakers  | 4  | Los Angeles Lakers  | 4               |                 |                 |  |  |            |            |            |
| W2                  |                     |                     |    | Los Angeles Lakers  | 4               |                 |                 |  |  |            |            |            |
| W4                  | Phoenix Suns        | 3                   |    |                     |                 |                 |                 |  |  |            |            |            |
| W4                  | Phoenix Suns        | 3                   | W2 | Los Angeles Lakers  | 3               |                 |                 |  |  |            |            |            |
|                     |                     |                     |    | Los Angeles Lakers  | 3               |                 |                 |  |  |            |            |            |
|                     | E1                  | New York Knicks     | 4  |                     |                 |                 |                 |  |  |            |            |            |
| E4                  | E1                  | New York Knicks     | 4  | Philadelphia Sixers | 1               |                 |                 |  |  |            |            |            |
| E4                  |                     |                     |    | Philadelphia Sixers | 1               |                 |                 |  |  |            |            |            |
| E2                  | Milwaukee Bucks     | 4                   |    |                     |                 |                 |                 |  |  |            |            |            |
| E2                  | Milwaukee Bucks     | 4                   | E2 | Milwaukee Bucks     | 1               |                 |                 |  |  |            |            |            |
| Eastern Division    |                     |                     | E2 | Milwaukee Bucks     | 1               |                 |                 |  |  |            |            |            |
|                     | E1                  | New York Knicks     | 4  |                     |                 |                 |                 |  |  |            |            |            |
| E3                  | E1                  | New York Knicks     | 4  | Baltimore Bullets   | 3               |                 |                 |  |  |            |            |            |
| E3                  |                     |                     |    | Baltimore Bullets   | 3               |                 |                 |  |  |            |            |            |
| E1                  | New York Knicks     | 4                   |    |                     |                 |                 |                 |  |  |            |            |            |

## Playoffs-Ergebnisse
Die Playoffs begannen am 25. März und wurden in der ersten Runde, den Division-Finals und den NBA-Finals nach dem Modus Modus „Best of Seven“ ausgetragen. Da jede Division nun sieben Teilnehmer besaß, gab es für die Divisionssieger nicht länger ein Freilos in der ersten Runde wie noch Jahre zuvor, stattdessen wurden sie mit den Divisionsdritten gepaart und die Zweiten mit den Vierten.
Walt Frazier von den New York Knicks  gewährte 156 Assists und Wilt Chamberlain von den Los Angeles Lakers errang 399 Rebounds in der Postseason. Sein Teamkamerad Jerry West erzielte 562 Punkte. Derweil verloren die Philadelphia Sixers zwischen 1968 und 1971 9 Playoff-Heimspiele in Folge.
Das Duell zwischen den Philadelphia Sixers und den Milwaukee Bucks am 30. März sticht etwas heraus: Milwaukees 156 Punkte wurden in den Playoffs seither nur von den Boston Celtics übertroffen (um einen Punkt). Es gab den größten Vorsprung des ersten und des dritten Viertels (26 und 52), dennoch erzielten beide Teams mit jeweils 79 die meisten Punkte einer zweiten Halbzeit und die meisten Körbe eines Spiels (119). Milwaukees 67 Feldtore sind dabei Rekord (Stand: 2020).
In der Serie der Lakers gegen die Atlanta Hawks traf Jerry West 49 Freiwürfe. Nur Kobe Bryant hatte 2001 zwei mehr. Wilt Chamberlain wiederholte sein Kunststück von 195 Minuten Spielzeit in einer Vier-Spiele-Serie wie 1965 mit Jerry Lucas und Oscar Robertson.

### Eastern Division-Halbfinals
Milwaukee Bucks 4, Philadelphia 76ers 1

Mittwoch, 25. März: Milwaukee 125 – 118 Philadelphia

Freitag, 27. März: Milwaukee 105 – 112 Philadelphia

Montag, 30. März: Philadelphia 120 – 156 Milwaukee

Mittwoch, 1. April: Philadelphia 111 – 118 Milwaukee

Freitag, 3. April: Milwaukee 115 – 106 Philadelphia
New York Knickerbockers 4, Baltimore Bullets 3

Donnerstag, 26. März: New York 120 – 117 Baltimore (n. 2. V.)

Freitag, 27. März: Baltimore 99 – 106 New York

Sonntag, 29. März: New York 113 – 127 Baltimore

Dienstag, 31. März: Baltimore 102 – 92 New York

Donnerstag, 2. April: New York 101 – 80 Baltimore

Sonntag, 5. April: Baltimore 96 – 87 New York

Montag, 6. April: New York 127 – 114 Baltimore

### Western Division-Halbfinals
Atlanta Hawks 4, Chicago Bulls 1

Mittwoch, 25. März: Atlanta 129 – 111 Chicago

Sonnabend, 28. März: Atlanta 124 – 104 Chicago

Dienstag, 31. März: Chicago 101 – 106 Atlanta

Freitag, 3. April: Chicago 131 – 120 Atlanta

Sonntag, 5. April: Atlanta 113 – 107 Chicago
Los Angeles Lakers 4, Phoenix Suns 3

Mittwoch, 25. März: Los Angeles 128 – 112 Phoenix

Sonntag, 29. März: Los Angeles 101 – 114 Phoenix

Donnerstag, 2. April: Phoenix 112 – 98 Los Angeles

Sonnabend, 4. April: Phoenix 112 – 102 Los Angeles

Sonntag, 5. April: Los Angeles 138 – 121 Phoenix

Dienstag, 7. April: Phoenix 93 – 104 Los Angeles

Donnerstag, 9. April: Los Angeles 129 – 94 Phoenix

### Eastern Division-Finals
New York Knickerbockers 4, Milwaukee Bucks 1

Sonnabend, 11. April: New York 110 – 102 Milwaukee

Montag, 13. April: New York 112 – 111 Milwaukee

Freitag, 17. April: Milwaukee 101 – 96 New York

Sonntag, 19. April: Milwaukee 105 – 117 New York

Montag, 20. April: New York 132 – 96 Milwaukee

### Western Division-Finals
Los Angeles Lakers 4, Atlanta Hawks 0

Sonntag, 12. April: Atlanta 115 – 119 Los Angeles

Dienstag, 14. April: Atlanta 94 – 105 Los Angeles

Donnerstag, 16. April: Los Angeles 115 – 114 Atlanta (n. V.)

Sonntag, 19. April: Los Angeles 133 – 114 Atlanta

## NBA-Finals

### New York Knicks vs. Los Angeles Lakers
Wie Bob Pettit 1960 und Elgin Baylor 1962, erzielte Jerry West 1962, 1969 und 1970 in jedem der sieben Finalspiele mehr als 20 Punkte. Das gelang lediglich vier weiteren Spielern seitdem und keinem mehrfach. Tatsächlich gelang es West sogar, in 25 aufeinanderfolgenden Finalspielen zwischen dem 20. April 1966 und dem 8. Mai 1970 mehr als 20 Punkte zu erzielen. Nur Michael Jordan übertraf diese Serie um zehn.
Die meisten Feldtore einer Siebener-Serie warfen die New Yorker mit 332. Ihre 192 Assists wurden erst 1984 von ihrem Gegner selbst übertroffen. Die Lakers hatten am 6. Mai dafür mit 44 die meisten Assists eines Finalspiels. Am 1. Mai hagelte es mit 38 die  meisten Punkte einer Playoff-Verlängerung. Die 22 Punkte der Lakers sind dabei Rekord (Stand: 2020).
Die Finalergebnisse:

Freitag, 24. April: New York 124 – 112 Los Angeles

Montag, 27. April: New York 103 – 105 Los Angeles

Mittwoch, 29. April: Los Angeles 108 – 111 New York (n. V.)

Freitag, 1. Mai: Los Angeles 121 – 115 New York (n. V.)

Montag, 4. Mai: New York 107 – 100 Los Angeles

Mittwoch, 6. Mai: Los Angeles 135 – 113 New York

Freitag, 8. Mai: New York 113 – 99 Los Angeles
Die New York Knicks werden mit 4—3 Siegen zum ersten Mal NBA-Meister.

## Die Meistermannschaft der New York Knicks
| Dick Barnett, Nate Bowman, Bill Bradley, Dave DeBusschere, Walt Frazier, Bill Hosket, Phil Jackson, Don May, Captain Willis Reed, Mike Riordan, Cazzie Russell, Dave Stallworth, Johnny Warren Head Coach Red Holzman |